# Cephaloon ungulare
Cephaloon ungulare är en skalbaggsart som beskrevs av Leconte 1874. Cephaloon ungulare ingår i släktet Cephaloon och familjen dubbelklobaggar. Inga underarter finns listade i Catalogue of Life.